# Todd Stashwick
Todd Stashwick est un acteur américain, né le 16 octobre 1968 à Chicago.

## Biographie
Todd Stashwick commence à faire du théâtre à l'université d'État de l'Illinois. Grand admirateur de Bill Murray, il veut marcher sur ses pas et se fait engager dans la troupe théâtrale The Second City. Il crée ensuite une autre troupe à New York avant de partir pour Los Angeles afin de travailler pour le cinéma et la télévision. C'est surtout avec ce dernier média qu'il se fait connaître en jouant de nombreuses séries, notamment des rôles récurrents dans The Riches, Heroes, Justified et The Originals.

## Filmographie

### Cinéma
- 2003 : Bienvenue dans la jungle : le directeur de Quadrant
- 2004 : Polly et moi : l'agent de sécurité
- 2006 : Toi et moi... et Dupree : Tony
- 2007 : Live ! : David
- 2007 : États de choc : Frank
- 2008 : Surfer, Dude de S.R. Bindler
- 2010 : Friendship! : Darryl
- 2012 : Grassroots : Nick Ricochet
- 2015 : Jane Got a Gun : O'Dowd
- 2021 : Violet de Justine Bateman : Rick

### Télévision
- 1998 : New York, police judiciaire (saison 8 épisode 14) : Roger Appel
- 1999 : New York, unité spéciale (saison 1, épisode 3) : Ricky Blaine
- 2000 : Angel (série télévisée, saison 1 épisode 22) : le démon Vocah
- 2001 : Will et Grace (série télévisée, saison 3 épisode 20) : Gabe Robinson
- 2001 : Buffy contre les vampires (série télévisée, saison 6 épisode 4) : le démon M'Fashnik
- 2001 : Dharma et Greg (série télévisée, saison 5 épisode 12) : Gunther
- 2002 : Les Experts (série télévisée, saison 3 épisode 1) : Matt
- 2003 : New York, section criminelle (saison 2 épisode 22) : Dr. Scott Borman
- 2003 : Malcolm (série télévisée, saison 5 épisode 6) : Nate
- 2004 : Monk (série télévisée) : Monk dans le noir  (saison 3 épisode 3)  : Gene Edelson
- 2004 : La Naissance d'une nouvelle star (téléfilm) : Len
- 2004 : Star Trek: Enterprise (série télévisée) : Kir'Shara  (saison 4 épisode 9) : Talok
- 2005-2006 : Une famille presque parfaite (série télévisée, 4 épisodes) : Kyle Polsky
- 2006 : How I Met Your Mother (série télévisée, saison 2 épisode 8) : Captain Steve
- 2006-2007 : La Guerre à la maison (série télévisée, 4 épisodes) : Jeff
- 2007-2008 : The Riches (série télévisée, 20 épisodes) : Dale Malloy
- 2008 : New York, unité spéciale (saison 9, épisode 15) : Matthew Parker
- 2008 : Supernatural (série télévisée, saison 4 épisode 5) : Dracula
- 2008 : Terminator : Les Chroniques de Sarah Connor (série télévisée, saison 2 épisode 11) : Myron Stark / T-888
- 2009 : Mentalist (série télévisée, saison 1 épisode 11) : Jared Renfrew
- 2009 : Lie to Me (série télévisée, saison 2 épisode 9) : Hugh Ellis
- 2009-2010 : Heroes (série télévisée, 6 épisodes) : Eli
- 2010 : Childrens Hospital (série télévisée, saison 2 épisode 11) : Officier
- 2011 : Men of a Certain Age (série télévisée, 4 épisodes) : Kevin Scarpulla
- 2011 : Teen Wolf : Henry Tate (3 épisodes)
- 2012 : Leverage (série télévisée, saison 4 épisode 16) : Tommy Madsen
- 2012 : Justified (série télévisée, 4 épisodes) : Ash Murphy
- 2012 : Revolution (série télévisée, saison 1 épisode 6) : Drexel
- 2013 : Grey's Anatomy (série télévisée, saison 9 épisode 18) : Mr Kramer
- 2013 : Warehouse 13 (série télévisée, saison 4 épisode 15) : Hofgren
- 2013 : Esprits criminels (saison 9, épisode 5) : Eddie Lee Wilcox
- 2013-2014 : The Originals (série télévisée, 12 épisodes) : le père Kieran
- 2014 : Gotham (série télévisée, saison 1 épisode 8 et saison 2 épisode 1) : Richard Sionis / The Mask
- 2015 - 2018 : 12 Monkeys : Deacon (35 épisodes)
- 2019 : Kim Possible : Drew Theodore « Dr Drakken » P. Lipsky (téléfilm)
- 2019 : American Horror Story : 1984 (Saison 9, épisode 2) : Blake
- 2020 : Los Angeles : Bad Girls (série télévisée) : Sous l'emprise du mal (Deliver Us from Evil)  (saison 2 épisode 10)  : Wayland James
- 2021 : 9-1-1: Lone Star (série télévisée) : Dennis Raymond
  - À petit feu  (saison 2 épisode 11) 
  - Coup de chaud  (saison 2 épisode 12)
- 2023 : Star Trek: Picard : Capitaine Liam Shaw